# Парк музеј Бор
Парк музеј Бор рударске, металуршке и машинске опреме у Бору формиран је 1997. године на иницијативу Музеја рударства и металургије из Бора. Циљ формирања изложбе на отвореном била је заштита и презентација наслеђа техничке културе великих димензија, која због својих димензија нису била обухваћена системом заштите. Пројекат је реализован поводом обележавања 100 година истражних рударских радова и 50 година од проглашења Бора градом, а учесници су, уз музеј, били: општина Бор, Рударско топионичарски басен Бор, Институт за рударство Бор и Дирекција за изградњу Бора. 
За музеј на отвореном опредељен је градски парк у центру града површине 4,5 хектара, који се југоисточном страном ослања о зграду музеја. Близина локације музеја на отвореном и музеја у ентеријеру омогућава ефикасну организацију стручног вођења кроз поставку. Музејска поставка конципирана је као отворена за допуну технологијама које застаревају у раду рудника. Предмети прате технолошки процес и хронологију настанка и рада, па постоје простори за истражне радове, јамску и површинску експлоатацију, флотацију, ливницу, топионицу, електролизу и из Фабрике опреме и делова, настале из радионице за поправку рударске и машинске опреме.
У музеј се улази кроз реконструисану јамску дрвену подграду и улази у зону јамске експлоатације, која је заступљена јамском бушилицом, утоваривачем и вагонетом типа вајферт, која су се кретала по шинама, а изложен је и утоваривач новије генерације, типа каво, који је има пнеуматике. Посебну целину чине јамска локомотива са вагоном за превоз људи до радног места у јами. Рад на површинском копу илустрован је парном локомотивом и камионом за транспорт руде дампер, носивости 170 тона, који је постављен 2008. године. Флотација је заступљена флотационом машином. Рад топионице представља реконструисана ватер жакетна пећ (постављена 1998), више врста вагонета за превоз топитеља и прашине, шљаке и течног материјала, а посебно је уочљив лонац запремине 10.000 тона течног бакра. Електролиза је заступљена са два експоната, од којих је један носач полазних катода. Изложене су и три машине, које су служиле за поправку или израду рударске, металуршке и машинске опреме. Почетак и крај рударства представљају рударски истражни радови, заступљени богатом сулфидном рудом и истражним торњем за бушења до 600 метара.
На улазу у Парк музеј налази се уводна легенда са значајним датумима из историје Рударско топионичарског басена Бор од откривања рудишта 1902. године. Сваки експонат има појединачну легенду на српском и енглеском.
Музејске експонате је Рударско топионичарски басен почео да дислоцира дуж зеленог острва на Зеленом булевару крајем 2009. године, а након три године, увидевши значај техничке културне баштине, поставља и друге предмете, који нису обухваћени музејском заштитом, поређани су без неких критеријума и музејских легенди, а могуће их је посматрати из возила или са тротоара.